# Antonio Flores (Fußballspieler, 1923)
Antonio Flores (* 13. Juli 1923; † 16. Mai 2001), auch bekannt unter dem Spitznamen El Niño (das Kind), war ein mexikanischer Fußballspieler, der vorwiegend im Mittelfeld zum Einsatz kam.

## Biografie

### Verein
Der im Bundesstaat Jalisco aufgewachsene Flores erhielt vor Einführung der mexikanischen Profiliga in der Saison 1943/44 einen Vertrag bei Atlas Guadalajara aus Guadalajara, der Hauptstadt von Jalisco. In den folgenden Jahren war Flores ein wichtiger Bestandteil der vermutlich besten, zumindest aber erfolgreichsten, Mannschaft in der Vereinsgeschichte von Atlas und gewann zweimal den nationalen Pokalwettbewerb (1946 und 1950) sowie den einzigen Meistertitel (1951) in der Geschichte der Rojinegros. Außerdem gewann Flores mit Atlas in allen drei Fällen das anschließend ausgetragene Supercupfinale.

### Nationalmannschaft
Sein Debüt in der mexikanischen Nationalmannschaft gab El Niño Flores an seinem 24. Geburtstag in einem am 13. Juli 1947 ausgetragenen Spiel gegen die USA, das mit 5:0 gewonnen wurde. Im September 1949 absolvierte er alle vier Länderspiele der Mexikaner im Rahmen der WM-Qualifikation, die souverän gegen die USA (6:0 und 6:2) und Kuba (2:0 und 3:0) gewonnen wurden. In diesen Spielen erzielte Flores auch seine beiden einzigen Länderspieltore: das erste am 4. September zur 1:0-Führung gegen die USA (Endstand 6:0) und das zweite am 25. September 1949 beim 3:0 gegen Kuba.
Höhepunkt seiner Nationalmannschaftskarriere war die Teilnahme an der Fußball-Weltmeisterschaft 1950, bei der er die Vorrundenspiele gegen Jugoslawien (1:4) und die Schweiz (1:2) bestritt. Die am 2. Juli 1950 ausgetragene Partie gegen die „Eidgenossen“ war zugleich sein letzter Länderspieleinsatz.